# Joselu
José Luis Mato Sanmartín, cunoscut sub numele de Joselu, (n. 27 martie 1990, Stuttgart, Germania) este un fotbalist spaniol și german, care joacă pe post de atacant la Al-Gharafa în Qatar Stars League. Pe plan internațional, are prezențe la națională pentru Spania U-19⁠(d), Spania U-20⁠(d), Spania U-21, [[:Selecționata de fotbal a Galiciei|]] și Spania.
Joselu și-a început cariera cu Celta de Vigo înainte de a fi achiziționat de Real Madrid în vara lui 2009. A fost un marcator prolific pentru echipa lor B, marcând 40 de goluri în 72 de apariții, dar nu a reușit să pătrundă în prima echipă și a fost vândut echipei din Bundesliga 1899 Hoffenheim în august 2012, fiind împrumutat la Eintracht Frankfurt în 2013–14 . Joselu sa alăturat echipei Hannover 96 în iunie 2014, apoi echipei din Premier League, Stoke City, un an mai târziu, pentru o taxă de 5,75 milioane de lire sterline. În 2017, s-a mutat la Newcastle United pentru 5 milioane de lire sterline, unde a petrecut două sezoane înainte de a se muta la Alavés pentru o taxă nedezvăluită.

## Biografie
Joselu s-a născut în Stuttgart, Germania de Vest, și a urmat școala în țară timp de patru ani, înainte ca familia sa să se întoarcă în Galicia, Spania.

## Cariera de club

### Celta Vigo

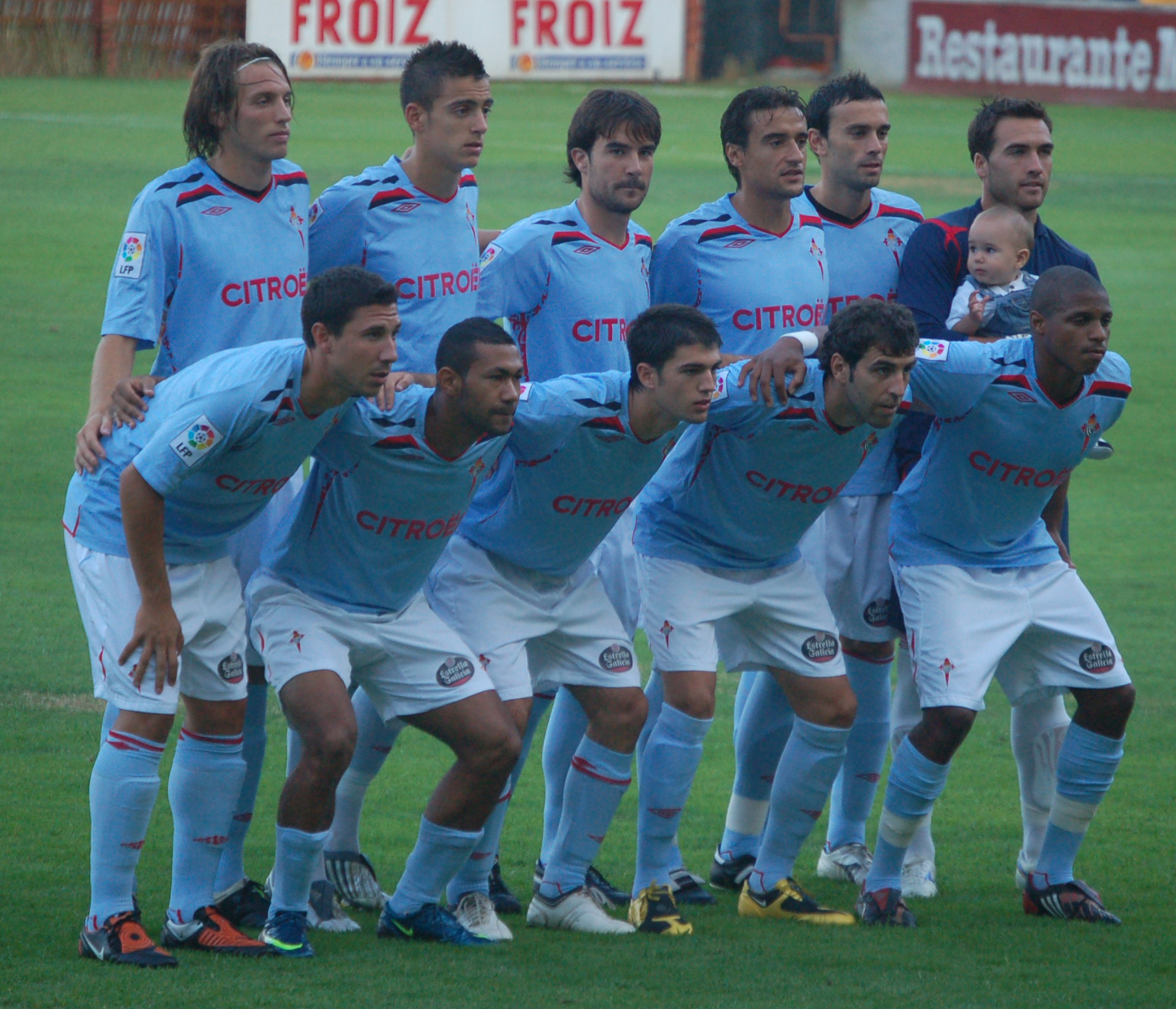
Joselu alături de coechipierii de la Celta de Vigo în 2009

Joselu a jucat primele două meciuri profesioniste pentru localul Celta de Vigo în divizia a doua, la sfârșitul sezonului 2008–09 . De la vârsta de 18 ani, cam în aceeași perioadă a debutat cu echipa principală, a jucat cu echipa B la nivelul trei.
La sfârșitul verii anului 2009, Joselu a fost achiziționat de Real Madrid, fiind imediat împrumutat fostei sale echipe pentru o nouă campanie. A fost relativ folosit în timpul sezonului din Segunda División, dar a marcat doar patru goluri, când echipa a terminat pe locul 12. 

### Real Madrid

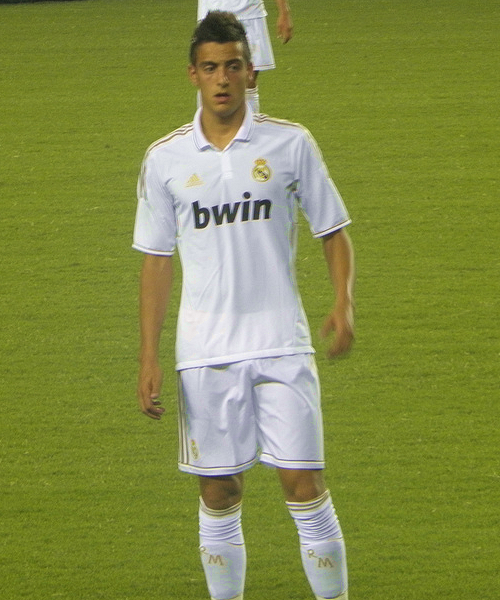
Joselu a jucat pentru Real Madrid în 2011

Joselu a fost golgheterul lui Real Madrid Castilla în sezonul 2010–11, alături de Álvaro Morata, dar echipa nu a reușit să câștige promovarea în playoff . Pe 21 mai 2011, a debutat cu prima echipă, venind ca înlocuitor al lui Karim Benzema în ultimele zece minute ale unui meci pe teren propriu cu Almería: a marcat aproape imediat dintr-o centrare oferită de Cristiano Ronaldo, punând scorul de 8–1 pentru gazde.
Pe 20 decembrie 2011, la a doua sa apariție oficială pentru echipa principală, Joselu l-a înlocuit pe Benzema în minutul 77 într-un meci acasă cu Ponferradina, în Copa del Rey. A marcat golul pentru a face scorul 4–1 două minute mai târziu, într-o eventuală victorie cu 5–1.
În al doilea sezon cu Castilla, Joselu a devenit o garanție ofensivă pentru antrenorul Alberto Toril și a răspuns prin 26 de goluri (19 în sezonul regulat și șapte în playoff ), ceea ce l-a făcut cel mai bun marcator al competiției, deoarece echipa sa a fost promovată în divizia a doua după cinci ani, ca campioni. Ulterior, a atras atenția mai multor cluburi europene.
Joselu a spus în 2015 că nu a regretat timpul petrecut la Real Madrid, în ciuda oportunităților limitate cu prima echipă, datorită experiențelor sale de antrenament cu jucătorii săi și cu managerul José Mourinho.

### 1899 Hoffenheim
La 8 august 2012, Joselu a semnat un contract pe patru ani cu 1899 Hoffenheim pentru o taxă nedezvăluită. Și-a făcut debutul în Bundesliga pe 16 septembrie, jucând 30 de minute într-o înfrângere cu 3–5 în deplasare împotriva lui SC Freiburg. A marcat primul său gol pentru noul său club zece zile mai târziu, contribuind la un succes cu 3–0 cu VfB Stuttgart și a reușit o dublă împotriva lui Greuther Fürth pe 19 octombrie 2012. A jucat de 25 de ori pentru 1899 Hoffenheim, marcând cinci goluri când au terminat pe locul 16.
La sfârșitul primului său sezon cu Hoffenhiem, Joselu a recunoscut că a luptat să se adapteze noului său mediu și a fost împrumutat rivalilor de la Eintracht Frankfurt pentru sezonul 2013-14. Și-a redescoperit forma sub managerul de la Frankfurt, Armin Veh, pe Commerzbank-Arena, marcând 14 goluri în 33 de apariții, unde clubul a terminat pe locul 13 și a ajuns în fazele eliminatorii ale UEFA Europa League.

### Hanovra 96
Pe 9 iunie 2014, Joselu s-a alăturat lui Hannover 96 cu un contract de patru ani pentru o sumă de transfer de 5 milioane de euro. În singurul său sezon petrecut acolo a avut 32 de apariții și a marcat 10 goluri.

### Stoke City
Pe 16 iunie 2015, Joselu s-a alăturat echipei engleze Stoke City pentru o taxă de 5,75 GBP milioane, împlinindu-și astfel o ambiție de o viață de a juca în prima divizie a Angliei. Și-a făcut debutul în Premier League pe 15 august, în deplasarea cu Tottenham Hotspur, ca înlocuitor în minutul 59 al lui Jonathan Walters; a provocat un penalty atunci când a fost faultat de Toby Alderweireld, transformat de Marko Arnautović, în timp ce Stoke a întors un scor de 2–0 și a egalat 2–2. Pe 28 decembrie, după ce a intrat în locul compatriotului Bojan, Joselu a marcat primul său gol pentru Potters într-o victorie cu 4–3 cu Everton. A jucat de 27 de ori pentru Stoke în 2015-2016, marcând patru goluri, când echipa a terminat pe poziția a noua. Spre sfârșitul campaniei, managerul Stoke, Mark Hughes, a declarat că Joselu a început lent în fotbalul englez.
La 31 august 2016, Joselu s-a întors în Galiția pentru a se alătura rivalilor lui Celta, Deportivo de La Coruña, cu un contract de împrumut pe un sezon. El a marcat primele goluri pentru echipă pe 10 decembrie, în doar două minute intrând de pe bancă pentru a le da conducerea într-o eventuală înfrângere cu 3–2 cu Real Madrid. Joselu a marcat șase goluri în 24 de apariții pentru Deportivo înainte de încheierea sezonului său din cauza unei accidentări a tendonului lui Ahile.

### Newcastle United
Pe 16 august 2017, Joselu s-a alăturat echipei Newcastle United din Premier League, cu un contract de trei ani, pentru o sumă de 5 milioane de lire sterline. Și-a făcut debutul patru zile mai târziu ca înlocuitor în minutul 52 pentru Dwight Gayle într-o înfrângere cu 1-0 la Huddersfield Town și a marcat primul său gol pentru club într-o victorie cu 3-0 pe teren propriu împotriva lui West Ham United pe 26 august. La fel ca și colegii săi atacanți, forma lui Joselu a fost inconsecventă, deoarece Newcastle s-a clătinat în ligă, dar a fost încă cel mai bun marcator până în ianuarie, când a marcat la egalitatea cu Swansea City. A sfârșit prin a termina sezonul ca al treilea cel mai mare golgheter în spatele lui Gayle și Ayoze Pérez .
În sezonul 2018-2019, Joselu a fost a patra alegere în urma lui Pérez și a noilor achiziții Salomón Rondón și Yoshinori Muto. Cele două goluri în ligă pe care le-a marcat în tot sezonul au venit ambele în august în înfrângeri în fața lui Tottenham Hotspur și Chelsea. Ultima reușită pentru club a venit într-o victorie în reluarea etapei a treia a Cupei FA în fața lui Blackburn Rovers pe 15 ianuarie 2019,, dar până în martie, a ieșit cu totul din echipă.

### Alavés
Pe 15 iulie 2019, Joselu s-a întors în La Liga pentru a se alătura lui Alavés cu un contract de trei ani, pentru o taxă nedezvăluită, estimată a fi în jur de 2,5 milioane de lire sterline. La debutul său, pe 18 august, a marcat singurul gol pe teren propriu cu Levante, în timp ce pe 24 noiembrie a marcat ambele goluri în ultimele șase minute în deplasare față lui Eibar. În 2020–21, a marcat acasă și în deplasare împotriva lui Real Madrid, inclusiv într-o victorie cu 2–1 pe stadionul Santiago Bernabéu pe 28 noiembrie, pentru prima victorie a clubului său pe acel stadion din mai 2000.
În ultimul sezon al lui Joselu pe stadionul Mendizorrotza înainte de încheierea contractului în 2022, a fost al șaptelea cel mai mare marcator al ligii, cu 14 goluri în 37 de meciuri.

### Espanyol
La 27 iunie 2022, agentul liber Joselu a semnat un contract de trei ani cu Espanyol. La debutul său din 13 august, în deplasarea împotriva fostei sale echipe Celta, a marcat un penalti acordat de arbitru asistent video în al optulea minute de prelungire pentru un egal 2–2. Cu 16 goluri în 34 de meciuri pentru catalanii retrogradați, el a fost al treilea golgheter din La Liga, doar în spatele lui Robert Lewandowski de la Barcelona și Karim Benzema de la Real Madrid.

#### Revenire la Real Madrid împrumutat
Pe 19 iunie 2023, Real Madrid a anunțat revenirea lui Joselu cu un împrumut până la 30 iunie 2024, cu opțiune de cumpărare la sfârșitul sezonului. Pe 12 august 2023, și-a făcut debutul oficial în minutul 80, într-o victorie cu 2-0 împotriva lui Athletic Bilbao în campionat.

## Cariera la națională
Joselu a reprezentat Spania la nivel sub 19, sub 20 și sub 21, dar nu a primit niciodată o convocare la echipa de seniori până la aproape 33 de ani. De asemenea, a fost selecționat pentru Galiția în 2016.
Pe 17 martie 2023, Joselu a primit prima convocare la echipa națională a Spaniei pentru meciurile de calificare la UEFA Euro 2024 împotriva Norvegiei și Scoției. A ieșit de pe bancă împotriva Norvegiei pe 25 martie, făcându-l cel mai bătrân debutant al Spaniei din 2006, și a marcat de două ori în două minute pentru a ajuta Spania să câștige cu 3-0. Pe 15 iunie 2023, a marcat golul câștigător pentru Spania în minutul 88, la patru minute după ce a fost înlocuit, într-o victorie cu 2-1 în fața Italiei în semifinalele Ligii Națiunilor.

## Palmares
Spania
- Liga Națiunilor UEFA : 2022–23[52]